# 넵테고르스크 (사마라주)

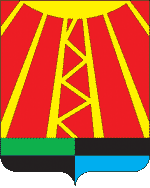
시 문장

넵테고르스크(러시아어: Нефтего́рск)는 러시아 사마라주에 있는 도시이다. 인구는 19,254명(2010년 기준)이며, 사마라(사마라 주의 주도)에서 남동쪽으로 103km 정도 떨어져 있다.